# 2a etapa del Tour de França de 2010
La 2a etapa del Tour de França de 2010 es disputà el dilluns 5 de juliol de 2010 sobre un recorregut de 201 km entre Brussel·les i Spa, a Bèlgica. El vencedor final fou el francès Sylvain Chavanel, que arribà en solitari després de protagonitzar una escapada.

## Perfil de l'etapa
Primera etapa en què s'entreguen punts per a la classificació de la muntanya. La primera meitat és totalment plana, i a poc a poc la cosa es complica, amb el pas per tres cotes de 4a categoria i tres de 3a categoria en els darrers quilòmetres, la darrera a 12 km de l'arribada. Se superen tres esprints especials, als quilòmetres 39,5; 112 i 177.

## Desenvolupament de l'etapa
Al quilòmetre 10 d'etapa es formà l'escapada del dia, composta per Sylvain Chavanel i Jerome Pineau (Quick Step), Matthew Lloyd i Jurgen Roelandts (Omega Pharma-Lotto), Marcus Burghardt (BMC Racing Team), Sébastien Turgot (BBox Bouygues Telecom), Rein Taaramae (Cofidis i Francesco Gavazzi (Lampre-Farnese Vini). Aquest grup obtingué una màxima diferència de 6' 55", però el Team Saxo Bank imposà un ritme constant per evitar que el grup agafés massa diferència.
A partir de mitja etapa els ciclistes començaren a passar diferents cotes de muntanya i el terreny s'anà fent més dificultós. Jerome Pineau lluità pels punts de la muntanya fins a aconseguir el lideratge al final d'etapa. El gran grup reduí les diferències respecte als escapats i aquests començaren a atacar-se entre ells. A la Cota de Stockeu Chavanel passà en solitari amb 20" sobre Roelandts i 55" sobre el gran grup. En el descens d'aquesta cota es produí una nombrosa caiguda que afectà bona part dels favorits: Andy i Frank Schleck, Alberto Contador i Lance Armstrong, però no el líder de la cursa Fabian Cancellara ni els homes del Rabobank ProTeam. Sylvain Chavanel aprofità el desconcert i les maniobres de Cancellara per esperar els seus companys per anar augmentant la diferència fins a arribar en solitari a la meta amb quasi 4' sobre el gran grup, que arribà sense esprintar i agrupat.

## Esprints intermedis
| 1r | Jürgen Roelandts (BEL)  | 6 pts |
| 2n | Sylvain Chavanel (FRA)  | 4 pts |
| 3r | Francesco Gavazzi (ITA) | 2 pts |

| 1r | Jürgen Roelandts (BEL) | 6 pts |
| 2n | Sébastien Turgot (FRA) | 4 pts |
| 3r | Sylvain Chavanel (FRA) | 2 pts |

| 1r | Jürgen Roelandts (BEL) | 6 pts |
| 2n | Sylvain Chavanel (FRA) | 4 pts |
| 3r | Maxime Monfort (BEL)   | 2 pts |

## Ports de muntanya
| 1r | Jérôme Pineau (FRA) | 3 pts |
| 2n | Matthew Lloyd (AUS) | 2 pts |
| 3r | Rein Taaramae (EST) | 1 pts |

| 1r | Jérôme Pineau (FRA) | 3 pts |
| 2n | Rein Taaramae (EST) | 2 pts |
| 3r | Matthew Lloyd (AUS) | 1 pts |

| 1r | Jérôme Pineau (FRA) | 3 pts |
| 2n | Rein Taaramae (EST) | 2 pts |
| 3r | Matthew Lloyd (AUS) | 1 pts |

| 1r | Jérôme Pineau (FRA)     | 4 pts |
| 2n | Rein Taaramae (EST)     | 3 pts |
| 3r | Marcus Burghardt (GER)  | 2 pts |
| 4t | Francesco Gavazzi (ITA) | 1 pts |

| 1r | Sylvain Chavanel (FRA)  | 4 pts |
| 2n | Jürgen Roelandts (BEL)  | 3 pts |
| 3r | Maxime Monfort (BEL)    | 2 pts |
| 4t | Francesco Gavazzi (ITA) | 1 pts |

| 1r | Sylvain Chavanel (FRA)  | 4 pts |
| 2n | Maxime Monfort (BEL)    | 3 pts |
| 3r | Carlos Barredo (ESP)    | 2 pts |
| 4t | Fabian Cancellara (SUI) | 1 pts |

## Classificació de l'etapa
|    | Ciclista                 | Equip                 | Temps      |
| -- | ------------------------ | --------------------- | ---------- |
| 1  | Sylvain Chavanel (FRA)   | Quick Step            | 4h 40' 48" |
| 2  | Maxime Bouet (FRA)       | AG2R La Mondiale      | + 3' 56"   |
| 3  | Fabian Wegmann (GER)     | Team Milram           | + 3' 56"   |
| 4  | Robbie McEwen (AUS)      | Team Katusha          | + 3' 56"   |
| 5  | Christian Knees (GER)    | Team Milram           | + 3' 56"   |
| 6  | Jurgen Roelandts (BEL)   | Omega Pharma-Lotto    | + 3' 56"   |
| 7  | Thor Hushovd (NOR)       | Cervélo TestTeam      | + 3' 56"   |
| 8  | Linus Gerdemann (GER)    | Team Milram           | + 3' 56"   |
| 9  | Matthieu Ladagnous (FRA) | La Française des Jeux | + 3' 56"   |
| 10 | Bernhard Eisel (AUT)     | Team HTC-Columbia     | + 3' 56"   |

## Classificació general
|    | Ciclista                   | Equip                 | Temps       |
| -- | -------------------------- | --------------------- | ----------- |
| 1  | Sylvain Chavanel (FRA)     | Quick Step            | 10h 01' 25" |
| 2  | Fabian Cancellara (SUI)    | Team Saxo Bank        | + 2' 57"    |
| 3  | Tony Martin (GER)          | Team HTC-Columbia     | + 3' 07"    |
| 4  | David Millar (SCO)         | Garmin-Transitions    | + 3' 17"    |
| 5  | Lance Armstrong (USA)      | Team RadioShack       | + 3' 19"    |
| 6  | Geraint Thomas (GAL)       | Team Sky              | + 3' 20"    |
| 7  | Alberto Contador (ESP)     | Astana Qazaqstan Team | + 3' 24"    |
| 8  | Levi Leipheimer (USA)      | Team RadioShack       | + 3' 25"    |
| 9  | Edvald Boasson Hagen (NOR) | Team Sky              | + 3' 29"    |
| 10 | Linus Gerdemann (GER)      | Milram                | + 3' 30"    |

## Classificacions annexes
|    | Ciclista                  | Equip               | Total  |
| -- | ------------------------- | ------------------- | ------ |
| 1r | Sylvain Chavanel (FRA)    | Quick Step          | 44 pts |
| 2n | Alessandro Petacchi (ITA) | Lampre-Farnese Vini | 35 pts |
| 3r | Jürgen Roelandts (BEL)    | Omega Pharma-Lotto  | 34 pts |

|    | Ciclista               | Equip      | Total  |
| -- | ---------------------- | ---------- | ------ |
| 1r | Jérôme Pineau (FRA)    | Quick Step | 13 pts |
| 2n | Sylvain Chavanel (FRA) | Quick Step | 8 pts  |
| 3r | Rein Taaramae (EST)    | Cofidis    | 8 pts  |

|    | Ciclista                   | Equip             | Temps       | Temps |
| -- | -------------------------- | ----------------- | ----------- | ----- |
| 1r | Tony Martin (GER)          | Team HTC-Columbia | 10h 04' 32" |       |
| 2n | Geraint Thomas (GAL)       | Team Sky          | + 13"       |       |
| 3r | Edvald Boasson Hagen (NOR) | Team Sky          | + 22"       |       |

|    | Equip                   | Temps       | Temps |
| -- | ----------------------- | ----------- | ----- |
| 1r | Quick Step (BEL)        | 30h 11' 40" |       |
| 2n | Team RadioShack (USA)   | + 2' 51"    |       |
| 3r | Team HTC-Columbia (USA) | + 2' 52"    |       |

## Abandonaments
- Adam Hansen (Team HTC-Columbia). No surt per culpa de diverses fractures produïdes en una caiguda durant la disputa de la 1a etapa.
- Mickaël Delage (Omega Pharma-Lotto). Abandona per culpa d'una fractura provocada per una caiguda durant la disputa d'aquesta etapa.